# Жанине, Жан-Франсуа
Жан-Франсуа Жанине (фр. Jean-François Janinet, 1752, Париж — 1 ноября 1814, Париж) — французский рисовальщик и гравёр в редких техниках акватинты, меццо-тинто и цветного лависа.

## Биография
Отец художника, Жан-Франсуа Жанине, был гравёром по полудрагоценным камням и содержал мастерскую на улице Сен-Жермен в Париже, он же, вероятно, обучил своего сына основам рисунка и гравирования. Молодой человек учился также у Жан-Жака Башелье. В 1765 году Башелье на собственные средства основал в Париже художественно-ремесленную школу (Collège d’Autun), в которой обучались многие французские художники и мастера-ювелиры того времени. В 1771 году Жанине посещал студию Луи Бонне, осваивая сложную технику «карандашной манеры» офорта. В марте 1772 года Жанине поступил в Королевскую академию живописи.
Первые гравюры Жанине датируются 1774 годом. Он гравировал по картинам модных в то время живописцев, таких как Юбер Робер, Жан-Оноре Фрагонар, Жан-Батист Грёз. Успех Жанине в качестве гравёра обеспечил ему участие в качестве иллюстратора еженедельника «Костюмы и анналы великих Театров Парижа: Сопровождаемые интересными и любопытными объявлениями, с королевской привилегией» (Costumes et annales des grands Théâtres de Paris: Accompagnes de notices interessantes et curieuses avec privilege du roi, 1786).
Художественная карьера не мешала Жанине серьёзно интересоваться наукой и инженерным делом, в частности изготовлением аэростатов, от чего он вскоре отказался после неудачной попытки подъёма на воздушном шаре собственного изготовления 11 июля 1784 года в Париже в Люксембургском саду.
Жан-Франсуа Жанине был женат на Мари-Мадлен-Франсуаз Пументен, от которой у него была дочь. Жанине продолжал заниматься гравированием и в годы французской революции. Он создавал гравюры на актуальные темы и сюжеты, такие как «Отъезд придворных дам и парижанок в Париж из Версаля 5 октября 1789 года» (Le Départ des Dames de la Halle et des Femmes de Paris pour Versailles 5 octobre 1789), «Женщины Версаля в Национальном собрании среди депутатов, 5 октября 1789 года» (Les Femmes de Versailles siégeant à l’Assemblée nationale au milieu des députés, le 5 octobre 1789) или «Вид на Марсово поле во время принятия гражданской присяги» (Vue du Champ de Mars au moment de la prestation du serment civique). Жанине считается изобретателем сложной техники цветной акватинты. Его продолжателем был Филибер-Луи Дебюкур.
В январе 1790 года Жанине изготовил и выставил на продажу альбом из 52 гравюр о политических событиях революции с иллюстрациями (в чёрно-белом и цветном вариантах) и подробным описанием. Он работал над гравюрами по рисункам скульптора Жана-Гийома Муатта, в аллегорической форме воспевающими идеалы античной Греции и древнеримской республики. Известны также его гравюра «Смерть Лукреции», представленная в Салоне 1793 года, или аллегорические композиции, такие как две акватинты 1792 года «Равенство» и «Свобода».
Его учениками были Шарль-Мельхиор Декурти и Антуан Карре.

## Галерея

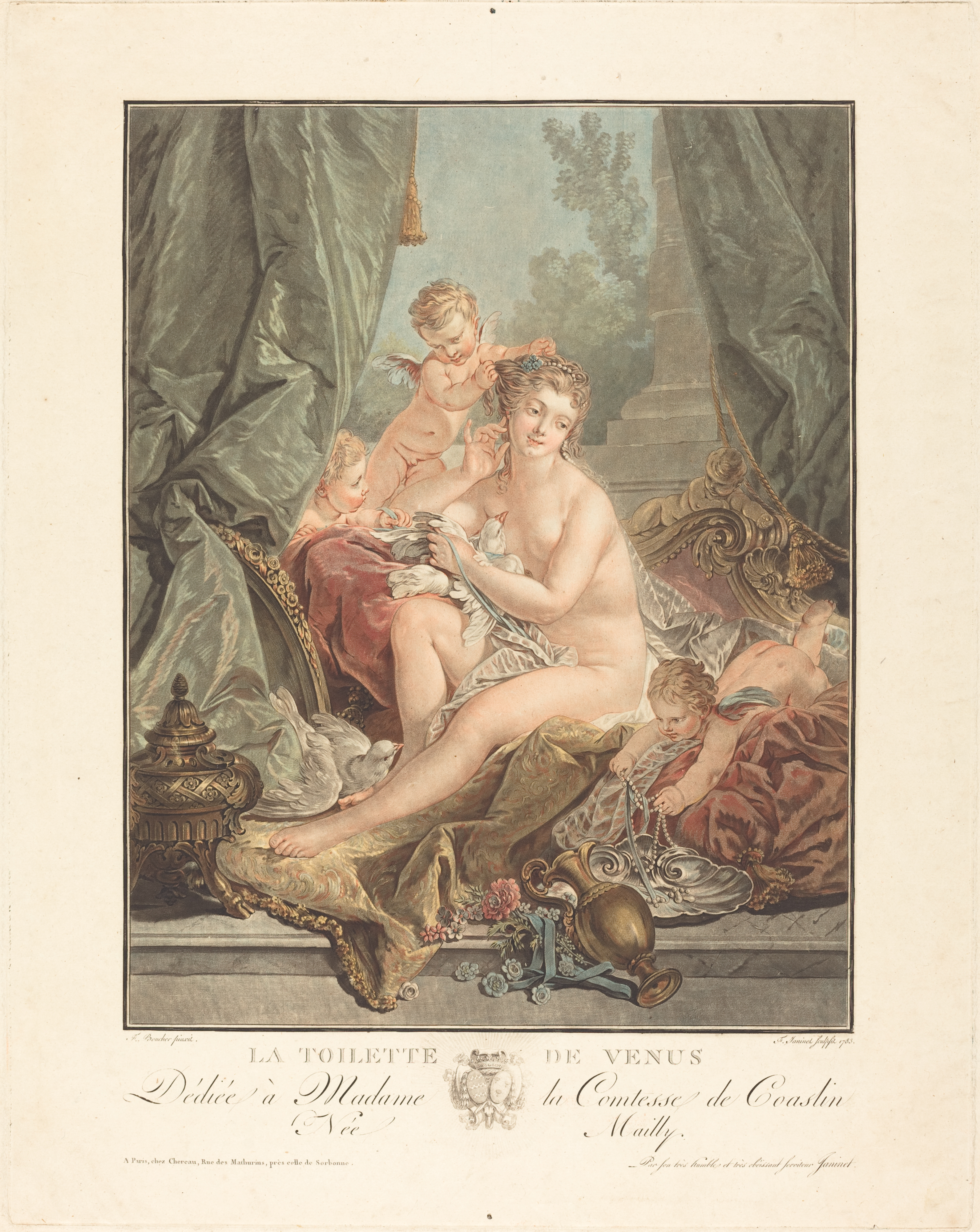
Туалет Венеры. По картине Ф. Буше. 1783. Лавис
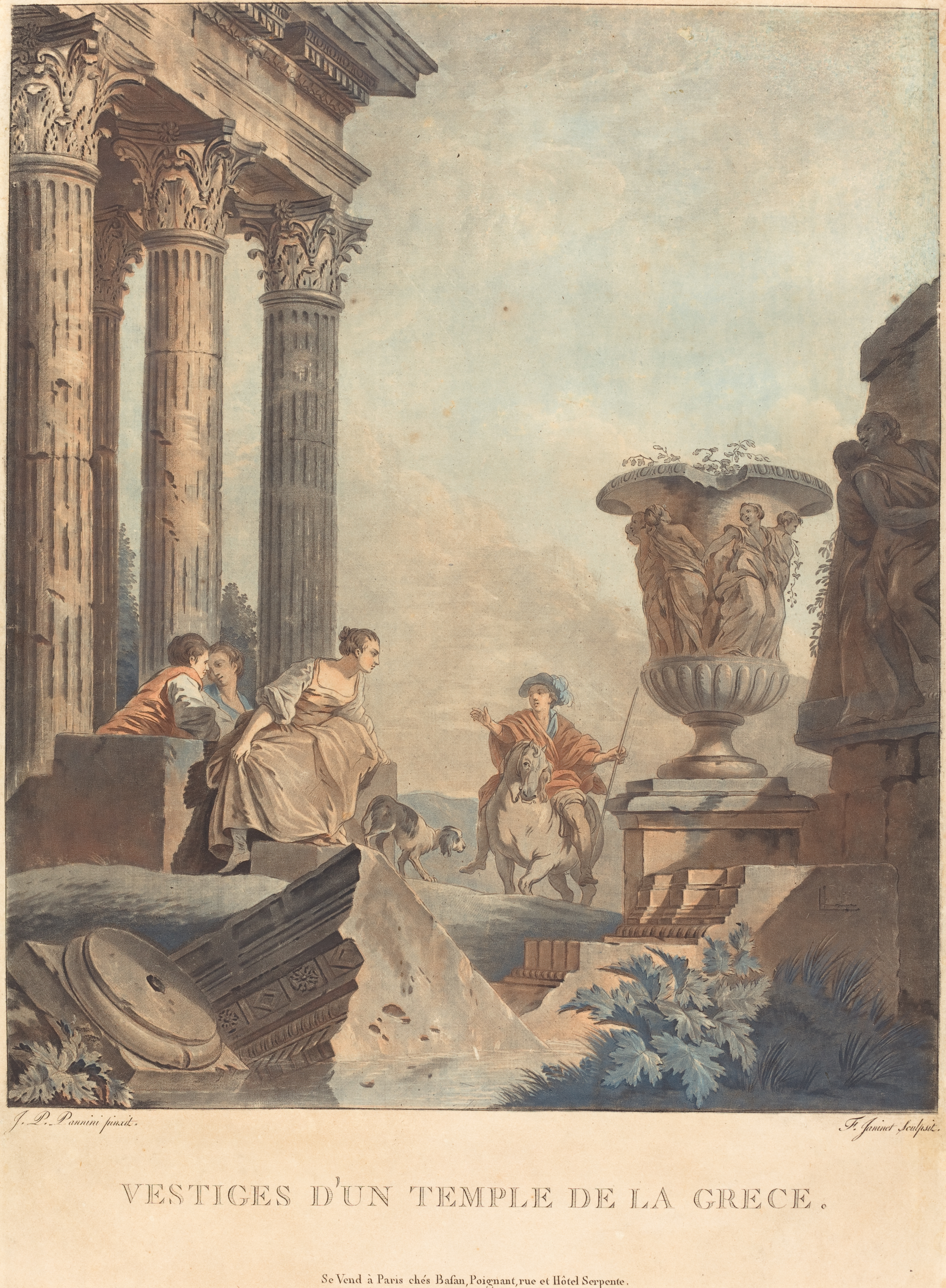
Руины греческого храма. По картине Дж. П. Панини. Цветная акватинта
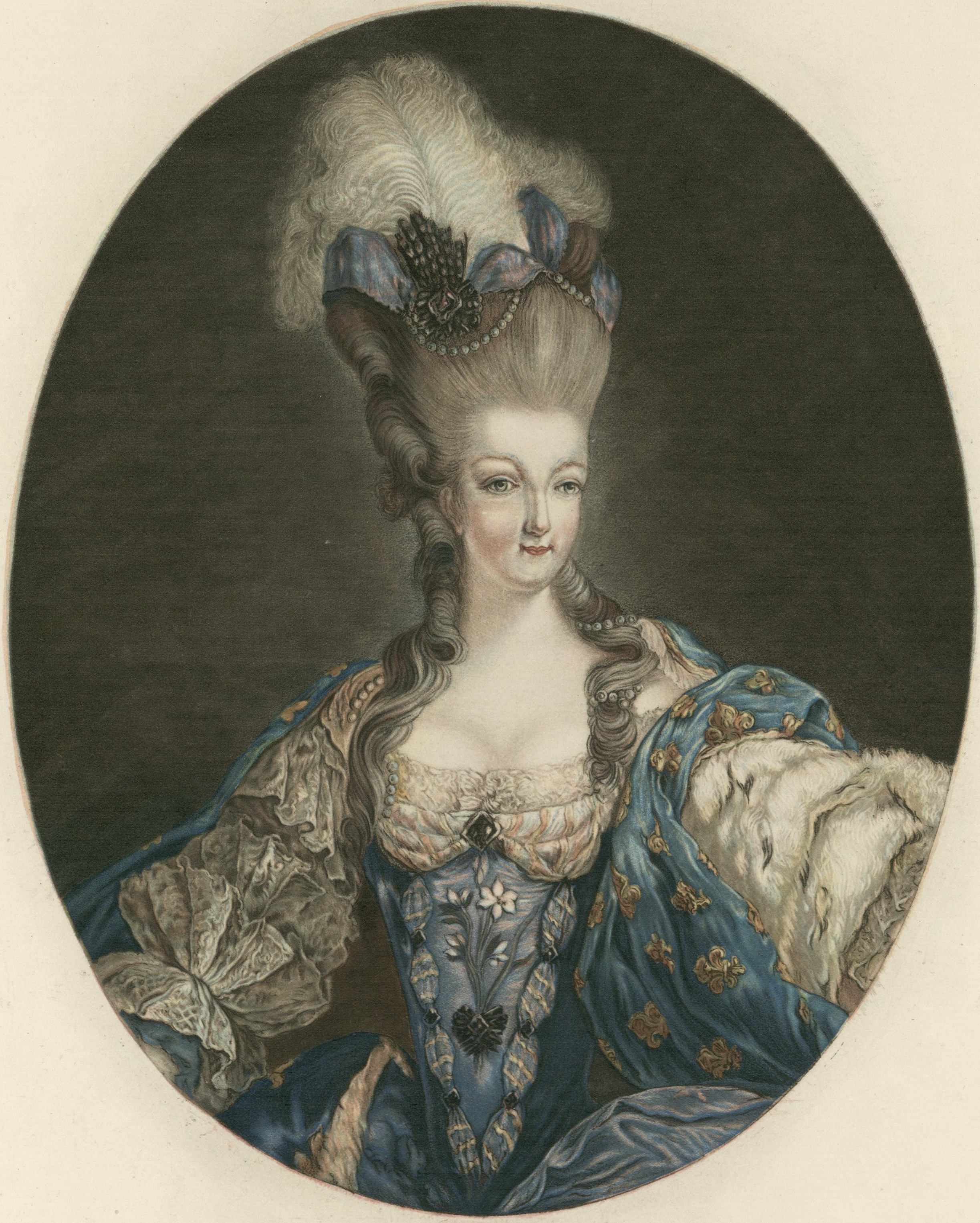
Портрет Марии Антуанетты. 1771. Цветной офорт
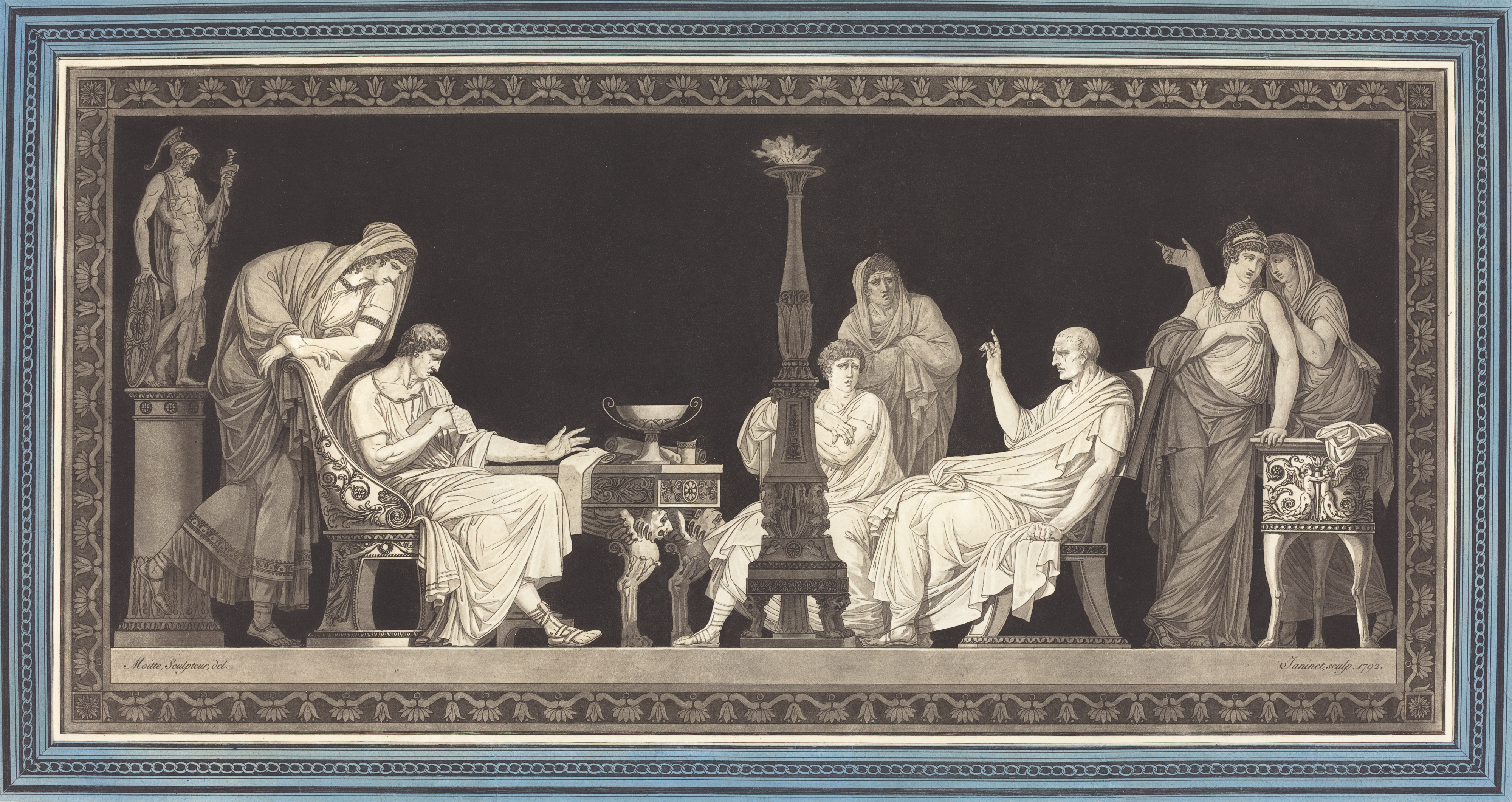
Заговор Катилины. По рисунку Жана-Гийома Муатта. 1792. Офорт акватинта